# Краун Ейджентс

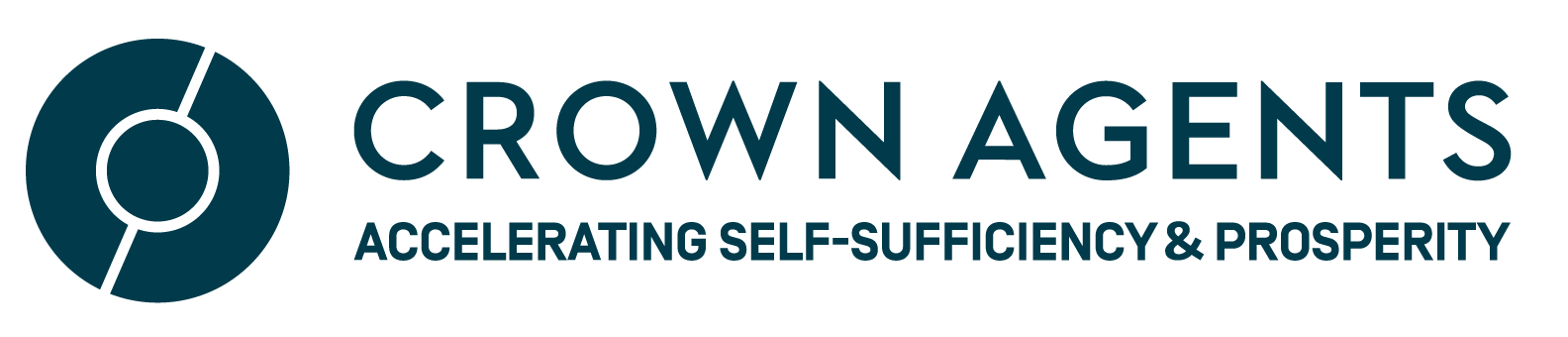
Іnternational development company Crown Agents

Краун Ейджентс, англ. Crown Agents — міжнародна компанія, основним напрямком діяльності якої є надання допомоги урядам у всьому світі із метою підвищення добробуту, скорочення бідності і поліпшення охорони здоров'я, надання консультацій, послуги з управління ланцюгами поставок, фінансові послуги та навчання.[1] Головний офіс компанії розташований у Великій Британії.
У квітні 2016 року фінансові підрозділи компанії (Crown Agents Bank і Crown Agents Investment Management) були продані Helios Investment Partners. Таким чином, Crown Agents повністю зосередилася на наданні своїх експертних знань в області охорони здоров'я, економічного розвитку, управління та створення державного потенціалу, менеджменту ланцюгів поставок і гуманітарної допомоги.[2]
Crown Agents зареєстрована як міжнародна компанія з обмеженою відповідальністю, маючи лише одного акціонера — Crown Agents Foundation (некомерційна компанія).

## Міжнародна діяльність в області розвитку
Crown Agents — міжнародна компанія, яка працює за напрямками: зміцнення систем охорони здоров'я, управління ланцюгами постачань, управління економічним розвитком і надання гуманітарної допомоги. 
Crown Agents працює з клієнтами в більш ніж 100 країнах світу, з великими багатосторонніми агенціями - такими як Світовий банк, Європейська комісія, Організація Об'єднаних Націй і двосторонніми донорами DFID, KfW, SIDA, CIDA, а також урядами Великої Британії, Данії, Японії, України та США.
Вона надає державні послуги - такі як Митна системи Анголи, трансформація централізованих медичних сховищ у Замбії [3] і система Податку на додану вартість (ПДВ) Лесото. Компанія працює в галузі сталого розвитку, регулюючи торгові і транзитні коридори, продовольчу безпеку та зміцнення систем охорони здоров'я.
Серед проєктів є такі, що стосуються поліпшення умов життя бідної частини населення в Південно-Східній Азії (SEACAP) та вирішення проблем забезпечення надійного доступу бідних громад в Африці.[4] Crown Agents ведуть активну діяльність в сфері зміни навколишнього середовища.[5] Надання допомоги урядам в подоланні корупції є ще одним важливим завданням Crown Agents, в тому числі збір податкових та митних надходжень.[6]
Crown Agents є членом Партнерства для управління ланцюгами поставок - партнерства приватного сектора, неурядових та релігійних організацій, які реалізують проєкт SCMS, забезпечуючи надійну економічно ефективну і безпечну поставку продукції для програм з ВІЛ/СНІДу.

## Результати нашої роботи
- Цільовий показник чистого прибутку Республіки Сьєрра-Леоне зріс на 38%
- Запобігли 33 500 випадкам ВІЛ-інфікування в Нігерії
- Представлено торговельні інтереси 15 країн
- Митні доходи в Південному Судані збільшилися на 1,100%
- Різке скорочення числа бюджетних ревізій для уряду Пенджабу
- Кошти до існування 900 000 жителей Бангладешу збільшилися
- Забезпечено медичне обслуговування для більшості населення Південного Судану
- 337 000 дітей Зімбабве пішли до школи
- 10 мільйонів нових оливкових, мигдалевих і фігових дерев ростуть в Марокко
- Мала врожайність ферм Туркменістану збільшилася у 2 рази

## Crown Agents в Україні
В Україні Crown Agents працює понад 10 років, допомагаючи в реалізації проєктів в області закупівель, управління фінансами, розвитку економіки. Crown Agents співпрацює з:
- Міністерством фінансів України, Міністерством економічного розвитку і торгівлі України, Міністерством охорони здоров'я України, Антимонопольним комітетом України, Державною службою з надзвичайних ситуацій України, Міністерством охорони навколишнього середовища і природних ресурсів України, Державним агентством з управління зони відчуження
- Європейським союзом та Європейською комісією
- Урядами США, Великої Британії та Японії
- Світовим банком і Європейським банком реконструкції та розвитку

## Проєкти в Україні
Програма підтримки державних закупівель ліків та медичних засобів для Міністерства охорони здоров'я України
2016-зараз, Міністерство охорони здоров'я України
- Crown Agents наразі надають підтримку МОЗ України у проведенні державних закупівель ліків та медичних засобів за 12 програмами за кошти бюджету України 2016 року
- Перелік програм, за якими здійснюватимуться закупівлі ліків та медичних засобів: донорство крові, серцево-судинні та цереброваскулярні захворювання, перитонеальний діаліз, закупівлі ендопротезів та наборів інструментів для проведення імплантації, рівень глюкози в крові та глікозильованого гемоглобіну, гепатит В і С, ВІЛ, репродуктивне здоров’я жінок (3 програми: контрацептиви для жінок із тяжкими захворюваннями, медикаменти для надання невідкладної медичної допомоги у разі кровотечі та респіраторний дистрес-синдром новонароджених), дитячий діаліз, замісна підтримуюча терапія

##### Програма реформування системи закупівель ПАТ «Укрнафта»
2016-зараз, Департамент міжнародного розвитку Великої Британії та компанія PwC
- В жовтні 2016 року ПАТ “Укрнафта” розпочало роботу з Crown Agents для реформування процесів закупівель та системи управління поставками «Укрнафти».
- Проєкт підтримується урядом Великої Британії через «Фонд Ефективного Управління» (Good Governance Fund), керований DFID (Департамент міжнародного розвитку Великої Британії) та компанією PwC.
- Двохетапний пілотний проєкт спрямований на діагностику системи управління поставками «Укрнафти», проведення аналізу існуючих резервів та надання рекомендацій для повної реорганізації ланцюга поставок «Укрнафти».

##### Програма підтримки державних закупівель ліків та медичних засобів для Міністерства охорони здоров'я України
2015-2016, Міністерство охорони здоров'я України
- Crown Agents надали підтримку МОЗ України у проведенні державних закупівель ліків та медичних засобів за програмами дорослої та дитячої онкології за кошти бюджету України 2015 року.
- Як агенти із закупівель Crown Agents були відповідальні за проведення тендерів щодо списку у 314 номенклатурних позицій, наданого МОЗ України.
- Налагодили повний процес закупівлі і здійснили нагляд за поставками від всіх міжнародних та локальних виробників та дистриб’юторів ліків та медичних засобів:
  - 84% номенклатурних позицій було закуплено за нижчою ціною
  - 44,5% середнє зниження ціни на одну номенклатурну позицію
  - 37,9% потенційна економія коштів бюджету на закупівлю ліків для онкопрограм у 2015 р.
  - $17 мільйонів - потенційна економія державних коштів у грошовому вимірі

Кількість постачальників ліків було збільшено приблизно в 10 разів. В результаті, за даними на грудень 2016 витрати на закупівлю знизилася на 38% в порівнянні з попереднім роком

##### Проєкт “Гармонізація системи державних закупівель в Україні зі стандартами ЄС”
2013-зараз, Міністерство економічного розвитку та торгівлі й Антимонопольний комітет України
- Проєкт спрямований на сприяння розвитку міцної та послідовної системи управління державними фінансами шляхом створення всеосяжної та прозорої нормативно-правової бази державних закупівель, ефективної інституційної інфраструктури державних закупівель, системи відповідальної та чесної державної влади щодо державних закупівель.
- Проєкт виконується консорціумом на чолі з провідною міжнародною компанією Crown Agents у співпраці з британськими компаніями BDO LLP та CIPS (Королівський інститут закупівель і постачань).
- Основними бенефіціарами Проєкту є Міністерство економічного розвитку та торгівлі й Антимонопольний комітет України.
- Загальний бюджет Проєкту становить майже 4 мільйони євро.

##### Проєкт Централізованого зберігання Радіоактивних відходів (РАВ)
2008-2015
- Проєкт забезпечив надійне і безпечне довгострокове зберігання РАВ в Україні.
- Здійснювався за фінансової підтримки Департаменту уряду Великої Британії з питань енергетики та зміни клімату.

##### Ревізія закупівельної діяльності Європейського банку Реконструкції та Розвитку (ЄБРР) в області енергоефективності
2009-2010, Європейський Банк Реконструкції та Розвитку
- Визначено чи всі принципи економії, ефективності, прозорості та підзвітності, як зазначено в Принципах і правилах закупівель Банку, дотримуються.
- Проведено ретельний огляд окремих контрактів, зосередивши увагу на тому, щоб деякі з них не були піддані процедурам ЄБРР «Вибірковий огляд».

##### Програма управління заборгованістю та бюджетна підтримка
2007, Міністерство Фінансів України
- Було підтримано Міністерство фінансів Україні та Представництво Європейського Союзу в Україні шляхом підготовки Twinning Fiche, яка покращила управління державними фінансами в Україні.
- Twinning - це інструмент інституціональної розбудови і нова форма безпосереднього технічного співробітництва між органами влади держав – членів ЄС та країн-бенефіціарів.
- Програма сприяла розширенню співробітництва між Міністерством фінансів, Міністерством економіки, Управлінням статистики та Центральним банком, а також установами, що відповідають за середньострокове прогнозування з макроекономіки.

##### Ядерна програма навчання ТАСІС
1997-2008, Європейська Комісія (ЄК)
- В рамках програми Технічна Допомога для Співтовариства Незалежних Держав (ТАСІС), ЄК і влада України погодилися підвищити експлуатаційну безпеку ряду атомних електростанцій.
- Як агент із закупівель, Crown Agents розглянули технічні характеристики і критерії оцінки відповідно до основних принципів і процедур ЄС.

## Історія
До 1997 року Crown Agents були британською статутною корпорацією, підконтрольною Британському Міністерству з питань Міжнародного Розвитку.
Crown Agents виникла як орган, що здійснює фінансові операції для Британських колоній. Спершу, в 1749 році, компанія була призначена для передачі і обліку субсидій з колоній від Британського казначейства. Цих представників неофіційно називали «коронними» агентами. Вони були підзвітні колоніальним урядам, хоча обрані за рекомендацією Британського уряду. Єдиний орган був створений у 1833 році, коли справа «коронних» агентів була об'єднана Joint Agents General for Crown Colonies та Управлінням з кількох робітників. У 1861 році Управління було перейменовано на Crown Agents for the Colonies. Обов'язки Crown Agents від імені колоніальних урядів включали облік казначейських грантів, придбання витратних матеріалів, рекрутинг певного персоналу і залучення капіталу на ринки. Crown Agents також курирували деякі колоніальні проєкти, такі як певні питання щодо поштових марок і будівництво інфраструктури.

З прискоренням процесу деколонізації, Управління було перейменовано в Crown Agents for Oversea Governments and Administrations в 1954 році. Правила були змінені, щоб дозволити йому взяти на себе проєкти для незалежних держав (Ірак є першим прикладом). Crown Agents розширила сферу своєї діяльності, щоб включити більше міжнародних проєктів з розвитку та управління інвестиціями. Перші державні інвестиційні фонди в світі керувалися Crown Agents. Його аномальний статус як самостійного органу з тісними зв'язками з урядом був поставлений під сумнів, а в 1979 році Crown Agents були взяті під контроль уряду як офіційна корпорація. З 1987, в той час як ставлення до державної власності бізнесу мінялося, зміни в британській міжнародній стратегії розвитку призвели до повної приватизації Crown Agents урядом. Вона стала приватною компанією в 1997 році, закінчивши свої офіційні зв'язки з Британським урядом.